# Recording Industry Foundation in Taiwan
La Recording Industry Foundation in Taiwan (RIT; in lingua cinese: 台灣唱片出版事業基金會) è un'organizzazione facente parte dell'International Federation of the Phonographic Industry in rappresentanza dell'industria musicale del Taiwan.
La RIT rilascia certificazioni per gli album e per i singoli: a partire dal 2011 il disco d'oro scatta dopo le 5 000 copie vendute, mentre il disco di platino è ottenuto una volta sorpassata la soglia delle 10 000 unità, tutto ciò vale sia per i singoli locali e internazionali che per gli album internazionali. Gli album nazionali, invece, raggiungono il disco d'oro con 15 000 unità e il platino con 30 000.